# Traité de Londres (1604)

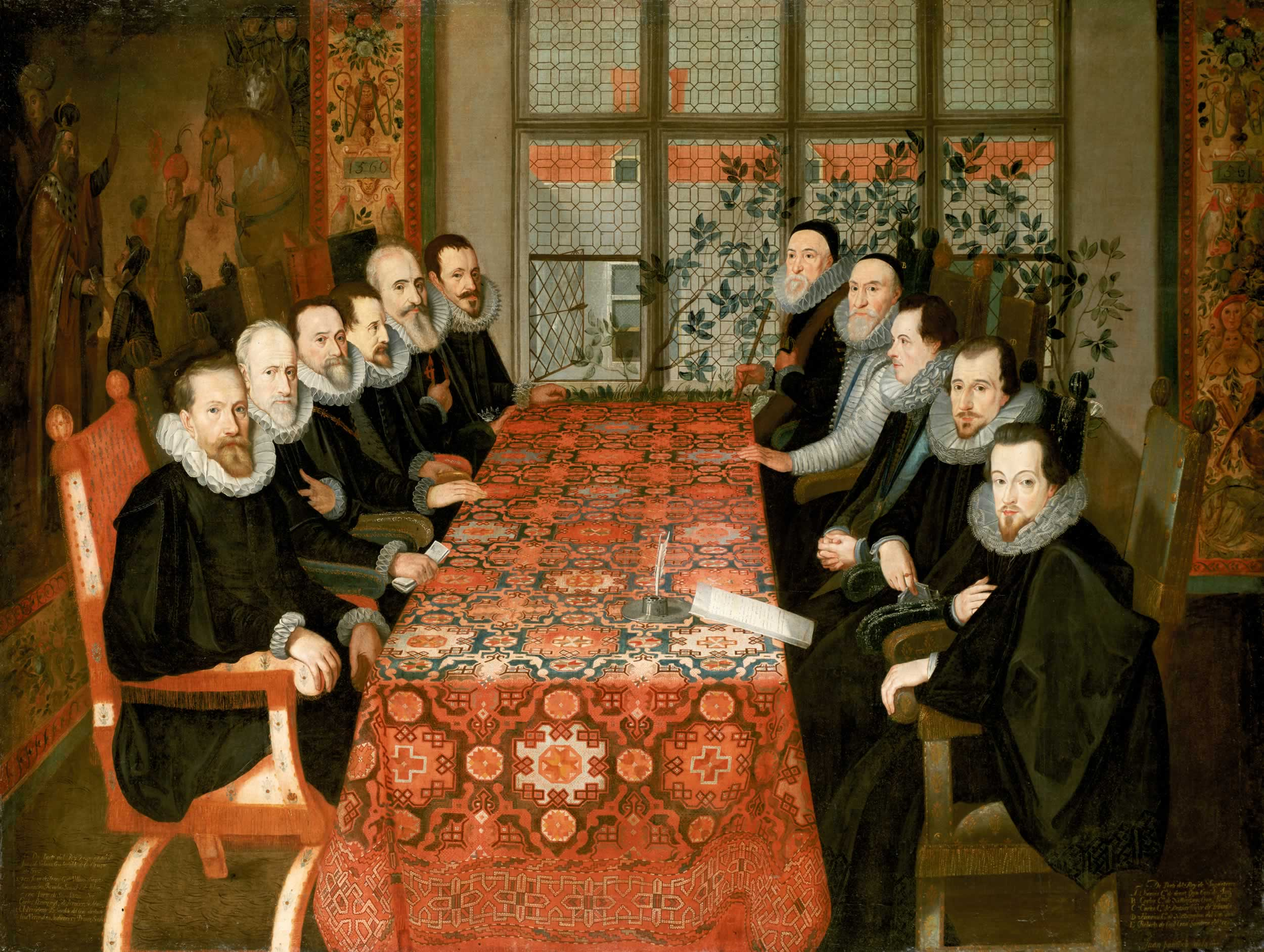
Les plénipotentiaires du traité de Londres dans la Somerset House, 19 août 1604. Délégation anglaise à droite: Thomas Sackville (à côté de la fenêtre), Charles Howard, 1er comte de Nottingham, Charles Blount (8e baron Mountjoy), Henry Howard, 1er comte de Northampton et Robert Cecil. À gauche la délégation hispano-flamande : Juan de Velasco (à côté de la fenêtre), Juan de Tassis y Acuña, Alessandro Robido, Charles de Ligne, Jean Richardot et Louis Verreycken.

Le Traité de Londres, signé le 18 août (ancien style soit le 28 août nouveau style) 1604, met fin à la guerre anglo-espagnole, qui a duré 19 ans, à des conditions de paix mieux accueillies en Espagne qu'en Angleterre, dans la mesure où les Pays-Bas, alors alliés à l'Angleterre, ne sont pas avantagés par le traité.  
Les négociations entre les deux délégations, représentant respectivement Jacques Ier, le nouveau roi écossais d'Angleterre, et Philippe III, le nouveau roi d'Espagne, se déroulèrent à Londres dans la Somerset House à Westminster, d'où vient l'appellation fréquente de « Conférence de Somerset House ». 

## Contexte
La guerre anglo-espagnole est un conflit complexe et fluctuant qui a également des liens avec la révolte des Gueux, les guerres de religion françaises et la guerre de Neuf Ans en Irlande. La guerre de 1600 dure depuis près de quinze ans et aucun des deux partis n’en tire avantage. L’épuisement de l’Espagne, l’opposition rebelle aux demandes d’argent du roi, les mutineries des troupes hollandaises, la crainte d’une nouvelle guerre avec la France sur le Marquisat de Saluces, se combinent pour souligner l’impossibilité sans horizon à pouvoir infliger un coup fatal à l'Angleterre. 

### Premières propositions de paix
En avril 1600, l'archiduc Albert, gouverneur des Pays-Bas espagnols, ouvre des négociations secrètes avec l'Angleterre en vue d'un règlement, mais n'en informe pas Madrid. Le mois suivant, les négociations aboutissent à une réunion à Boulogne entre les représentants d'Espagne, d'Angleterre et de Bourgogne. L'Espagne exige la cession des Cautionary Towns. L'Angleterre exige le libre-échange avec l'Espagne et son empire, l'indépendance des sujets anglais par rapport à l'inquisition, et le droit exclusif de disposer de navires de guerre dans la Manche. Les pourparlers n’aboutissent à rien, et l’Espagne dispute qu’il est absurde qu’une petite puissance comptant seulement quelques îles s’attende à ce que le souverain d’un empire mondial se plie aux grandes exigences de la Reine de quelques îles. En août, les pourparlers sont rompus - la méfiance mutuelle et la pression des Provinces-Unies rendent tout accord impossible. Malgré cela, des voies diplomatiques sont ouvertes entre l'Angleterre, l'archiduc d'Autriche et son épouse l'Infante Isabelle (la sœur de Philippe). Des lettres des représentants montrent que les archiducs et le roi d'Espagne sont toujours soucieux de la paix malgré leurs différends politique. Philippe veut préserver l'hégémonie de l'empire espagnol, tandis que l'archiduc et Isabelle cherchent la paix et des relations amicales. 
Après la mort de la reine Élisabeth en 1603, son successeur, Jacques Ier, cherche rapidement à mettre fin à ce conflit long et épuisant. À cette époque, les espoirs espagnols d'une victoire militaire décisive sur les Pays-Bas ou d'une invasion réussie de l'Angleterre se sont relativement éloignés. Jacques est un praticien idéaliste de la paix et de l'unité chrétiennes ainsi que le fils et successeur de Marie, reine d'Écosse, dont l'exécution avait été la cause immédiate du conflit. Philippe III d’Espagne, qui aussi hérite de la guerre de son prédécesseur, Philippe II, ainsi que de sa trésorerie, accueille chaleureusement l’offre et ordonne l’ouverture des difficiles négociations qui suivent. 
Le gouvernement de Madrid souhaite améliorer la situation militaire désastreuse qui règne aux Pays-Bas en réduisant ou en interrompant l'aide apportée par l'anglais aux rebelles néerlandais. Parallèlement, Johan van Oldenbarnevelt, à la tête de la délégation des États, tente de susciter la complicité du nouveau monarque anglais dans le conflit en Flandre, qui s'est focalisé dans le siège d'Ostende . Le siège est devenu une lutte d'usure sanglante après un peu plus de deux ans. 
Les premiers pas vers la paix ont lieu en juin 1603, lorsque Juan de Tassis dirige une commission hispano-flamande qui se rend à Londres, à la recherche de trêves et de témoignages de bonne foi réciproque. Philippe III d'Espagne envoie Tassis en Angleterre pour explorer les possibilités de règlement après le décès d'Élisabeth. Phillipe, qui a également hérité de la guerre de son prédécesseur, Philippe II, et dont le trésor a également été vidés, souhaite également la paix. 
L'archiduc Albert a déjà envoyé son émissaire, Charles de Ligne, prince-comte d'Arenberg, à Londres et il est rejoint par Juan de Tassis en septembre 1603. Bien que De Tassis ne dispose pas de pouvoirs de négociation complets, il est actif dans les coulisses le mois suivant pour préparer à un règlement.

## Traité
À la fin de 1603, le connétable de Castille arrive à Bruxelles, avec, s'il est possible d'en négocier un, l'autorisation de conclure le traité. Le 19 mai 1604, alors que le connétable attend toujours, le reste de la délégation des Habsbourgs arrive à Londres et l'équipe de négociation anglaise est nommée. 

### Délégation anglaise
- Robert Cecil, 1er comte de Salisbury (1563-1612), secrétaire d'État (Secretary of State), premier ministre de Jacques Ier ;
- Charles Blount, 1er comte de Devonshire (1563-1606), soldat ;
- Thomas Sackville, 1er comte de Dorset (1536-1608), Lord grand trésorier ;
- Henry Howard, 1er comte de Northampton (1540-1614), Gouverneur des Cinq-Ports ;
- Charles Howard, 1er comte de Nottingham (1536-1624), Lord grand amiral.

### Délégations espagnoles
Les Espagnols ont négocié avec deux délégations, l’une représentant le roi d’Espagne, l’autre les archiducs Albert et Isabelle, dirigeants des Pays-Bas espagnols . 

#### Délégation espagnole
- Juan Fernández de Velasco y Tovar, 5e duc de Frías, constable de Castille,
- Juan de Tassis y Acuña, 1er comte de Villamediana,
- Alessandro Robida, sénateur de Milan.

#### Délégation des Pays-Bas espagnols
- Charles de Ligne, 2e prince d'Arenberg ,
- Jean Richardot, président du Conseil privé de Bruxelles .
- Louis Verreycken, audiencier de Bruxelles.

### Termes
- L'Espagne renonce à son intention de restaurer l'Église de Rome en Angleterre[11] ;
- La fin des perturbations anglaises de temps de guerre contre le trafic maritime transatlantique espagnol et son expansion coloniale (article 6)[12],[13].
- La Manche est ouverte à la navigation espagnole.
- La fin de l'intervention anglaise dans la révolte néerlandaise (articles 4, 5, 7); L'Angleterre retire son soutien militaire et financier aux rebelles néerlandais[14].
- Les navires des deux pays, marchands ou navires de guerre, peuvent utiliser les ports de la partie continentale de l’autre partie pour effectuer des travaux de reconstitution, se mettre à l'abri ou acheter des provisions (article 10). Les flottes de moins de huit navires n’ont pas à demander la permission, ce qui fournit un vaste réseau de bases navales aux Espagnols d’Angleterre afin de les aider dans leur guerre contre les Hollandais protestants.

Le traité rétablit le statu quo ante bellum,. L’Espagne reconnait que son désir de restaurer le catholicisme romain en Angleterre est révolu et elle est contrainte de reconnaître la monarchie protestante en Angleterre. En retour, l'Angleterre met fin à son soutien financier et militaire à la rébellion néerlandaise, en cours depuis le traité de Nonsuch (1585).

## Conséquences

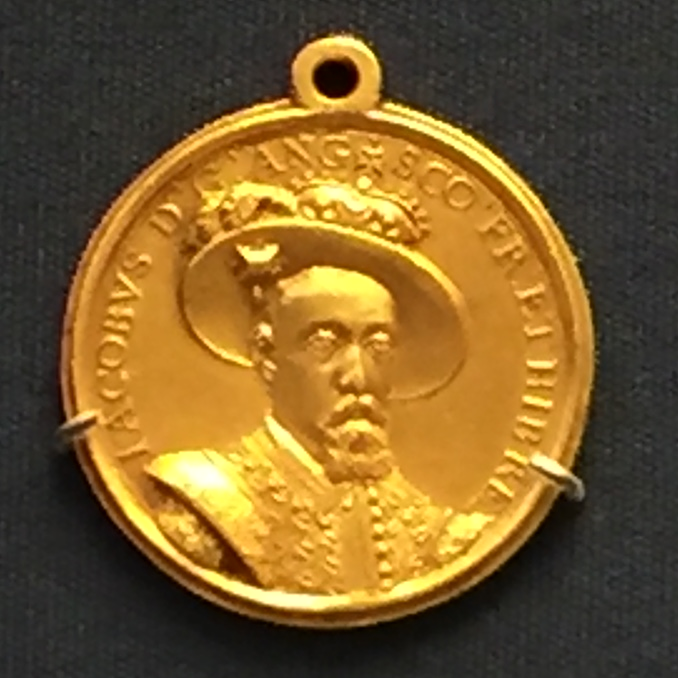
Médaille d'or frappée en Angleterre en 1604 pour célébrer la paix signée avec l'Espagne.

L'Angleterre écartée, lançant une vaste campagne dirigée par Ambrogio Spinola en 1606, les Espagnols espèrent donner le coup de grâce aux Hollandais qui les pousse les vers la paix. Jacques autorise toujours l'armée néerlandaise à recruter des soldats anglais volontaires pour son service - 8 000 personnes servent aux Pays-Bas en 1605 . De plus, au service des Néerlandais, prédateurs de la navigation espagnole, les corsaires anglais renouent avec leurs besoins. Inversement, les navires de guerre espagnols et les corsaires sont autorisés à utiliser les ports anglais comme bases navales pour attaquer les navires néerlandais ou transporter des renforts en Flandre. En novembre 1607, les coûts cumulés des récentes guerres avec la France, l'Angleterre et contre les protestants hollandais, aboutissent à la banqueroute, un défaut souverain de la monarchie espagnole. La trêve de douze ans signée reconnaît officiellement l'indépendance de la République néerlandaise. 
Le traité avec l'Espagne est très impopulaire parmi le public anglais, qui estime que le roi a abandonné les Pays-Bas, leur ancien allié, afin d'apaiser les Espagnols. Noel Caron, ambassadeur des Provinces-Unies à Londres, écrit -  "no promulgation was ever received in London with more coolness, yes—with more sadness." - qu'aucune promulgation n'a jamais été reçue à Londres avec plus de sang-froid, oui - avec plus de tristesse",,. Selon les rapports de l'époque, aucune célébration publique n'eut lieu en Angleterre après la conclusion de l'accord. L'accord fut décrit – « humiliating peace » – comme une paix humiliante aux yeux des protestants anglais. Le désaccord entre la politique étrangère de Jacques Ier se creusera quelques années plus tard à la suite du « Spanish match », lorsque la Chambre des communes du Royaume-Uni, protestante confrontera le roi au sujet de son arrangement matrimonial entre Maria Anna d'Espagne, fille de Philippe III d'Espagne et Le fils de Jacques, Charles, prince de Galles. 
L'accord de paix fut bien accueilli en Espagne,. D'avril à juin 1605, la capitale espagnole, Valladolid, teint de grandes célébrations publiques en l'honneur du traité et de la naissance du fils d'Espagne, Philippe IV ,,. Furent également présents la délégation d'ambassadeurs anglais (au nombre de 500) dirigée par lord amiral Charles Howard. Jacques Ier l'a envoyé en échange de Don Juan de Velasco en Angleterre pour négocier la paix l'année précédente. La délégation anglaise est accueillie chaleureusement et des honneurs le 26 mai, notamment par la réception de Howard au collège anglais de Valladolid . Le traité ensuite fut ratifié au Palais royal de Valladolid en présence de Howard le mois suivant. Certaines voix de l’Église catholique toutefois exprimèrent leur inquiétude à Philippe III face à son établissement d’un pouvoir hérétique, notamment Juan de Ribera, alors évêque de Valence qui protesta. Une fois l'accord conclu, Philippe III désigna Don Pedro de Zuñiga comme premier ambassadeur espagnol en Angleterre. 
Après le traité de paix, la Couronne espagnole espérait que l'Angleterre finirait par assurer la tolérance des catholiques. La Conspiration des Poudres de 1605 toutefois détruisit toute possibilité en ce sens. Les craintes protestantes que la paix avec l'Espagne signifie finalement une invasion par les jésuites et sympathisants catholiques au cours des années à venir aussi ne se matérialiseront pas, comme les lois de récusation élisabéthaine furent rigoureusement appliquées par le Parlement. 
Après la signature du traité, l'Angleterre et l'Espagne restèrent en paix jusqu'en 1625.

## Sources
- Jonathan, John Huxtable Brown, Elliott, Museo del Prado, The Sale of the Century : Artistic Relations Between Spain and Great Britain, 1604-1655, Yale University Press, 2002, 315 p. (ISBN 978-0-300-09761-0, lire en ligne)
- Davenport, Frances Gardiner; & Paullin, Charles Oscar. European Treaties Bearing on the History of the United States and Its Dependencies, The Lawbook Exchange, Ltd., 2004  (ISBN 1-58477-422-3),  (ISBN 978-1-58477-422-8)
- (en) Hugh Dunthorne, Britain and the Dutch Revolt, 1560-1700, Cambridge, Cambridge University Press, 2013, 264 p. (ISBN 978-0-521-83747-7, lire en ligne)
- Mark Charles Fissel, English warfare, 1511–1642; Warfare and history, London, UK, Routledge, 2001, 382 p. (ISBN 978-0-415-21481-0, lire en ligne)
- Paul E. J Hammer, Elizabeth's Wars : War, Government and Society in Tudor England, 1544-1604, Palgrave Macmillan, 2003 (ISBN 978-1-137-17338-6)
- J. N Hillgarth, The Mirror of Spain, 1500-1700 : The Formation of a Myth, University of Michigan Press, 2000, 584 p. (ISBN 978-0-472-11092-6, lire en ligne)
- William S Maltby, The Rise and Fall of the Spanish Empire, Palgrave Macmillan, 2008, 248 p. (ISBN 978-1-137-04187-6, lire en ligne)
- (en) Thomas M McCoog, The Society of Jesus in Ireland, Scotland, and England, 1589-1597 : building the faith of Saint Peter upon the king of Spain's monarchy, Farnham, Ashgate & Institutum Historicum Societatis Iesu, 2012, 467 p. (ISBN 978-1-4094-3772-7, lire en ligne)
- A. L Rowse, The Expansion of Elizabethan England, Cardinal Books;, 1973 (ISBN 978-0-351-18064-4)

## Voir également
- Liste de traités de droit international